# Юлдашев, Раимберды
Раимберды Юлдашев (1926, Ферганский округ, Узбекская ССР, СССР — ?) — звеньевой колхоза имени Кагановича Янги-Юльского района Ташкентской области Узбекской ССР, Герой Социалистического Труда (1948).

## Биография
Родился в 1926 году в Ферганском округе Узбекской ССР (ныне Ферганская область Узбекистана). По национальности узбек.
Окончил начальную школу, в начале 1940-х годов трудоустроился в хлопководческую бригаду колхоза «Шарк Юлдузи» («Звезда Востока») имени Кагановича (центральная усадьба — кишлак Шуралисай) Янгиюльского района Ташкентской области. После окончания Великой Отечественной войны стал главой хлопководческого звена, которое по итогам 1947 года собрало урожай хлопка 88,5 центнера с гектара на участке в 3,5 гектара.
Указом Президиума Верховного Совета СССР от 27 апреля 1948 года «за получение высоких урожаев хлопка, сахарной свёклы и картофеля в 1947 году» Юлдашев Раимберд удостоен звания Героя Социалистического Труда с вручением ордена Ленина и золотой медали «Серп и Молот» (этим же указом звание Героя присвоено ещё пяти работникам колхоза имени Кагановича Янги-Юльского района во главе с его председателем Х. Турсункуловым).
По итогам работы в 1948 и 1950 годах был награждён ещё двумя орденами Ленина.
Жил в селении Шуралисай Янгиюльского района. Дальнейшая судьба неизвестна.
Награждён 3 орденами Ленина (27.04.1948; 07.07.1949; 31.05.1951), медалями.